# Brephidium yucateca
Brephidium yucateca är en fjärilsart som beskrevs av Clench 1970. Brephidium yucateca ingår i släktet Brephidium och familjen juvelvingar. Inga underarter finns listade i Catalogue of Life.